# Teresa Alavedra y Tama
Teresa Alavedra y Tama (Guayaquil, 2 de abril de 1889- Guayaquil, 1987), fue una periodista, poeta, escritora, socióloga, pintora y pianista ecuatoriana. Junto a las hermanas Rosaura y Celina Galarza crean la revista literaria “La Ondina del Guayas” que mostraba poesías y artículos escritos por mujeres, además publicaban biografía de heroínas nacionales.

## Biografía
Teresa Alavedra nació en Guayaquil el 2 de abril de 1889, fue hija de Miguel Alavedra y Moreyra, y de Ángela Tama y Rendón, también guayaquileños. En 1907 Junto a Rosaura Galarza y Celina Galarza funda la revista literaria “La Ondina del Guayas” fue publicada con regularidad durante 4 años, donde se mostraba escritos realizados por Ariana y destacaba también biografías femeninas. La revista esperaba instruir y ser un espacio para obras femeninas:

La mujer, en nuestra Patria, siempre se ha distinguido por su privilegiada inteligencia y su afición a las letras, pero las preocupaciones de la época o la excesiva timidez de su carácter, le ha impedido con frecuencia hacer conocer al público las delicadas flores de su ingenio, resultando de aquí que hay verdaderas joyas literarias casi desconocidas de nuestra ilustrada sociedad ...
La Ondina del Guayas

Al desaparecer la revista en 1910, Teresa incursiona en la pintura en Acuarela donde obtiene muy destacados resultados. En 1956 escribió la obra de teatro "En el jardín de los enanos" cuento infantil de 29 páginas, además escribió otra obra dramática en tres actos de título desconocido.
Al final de su vida permanecía en el "Hospicio del Corazón de Jesús" en Guayaquil, falleció en 1987 a los 97 años de edad.en 1999

## Educación
Se formó en la escuela de Julia García Noé, al concluir sus primeros estudios, obtuvo instrucción de Isabel Hidalgo y Victoria Pérez Rivera. Finalmente obtuvo del Dr. Manuel Gómez Abad el título de Profesora de Instrucción Básica a los 17 años. Tomó clases de piano con Ana Villamil Icaza donde mostró interés en piezas clásicas y se formón en artes plásticas dominando la Pintura en Acuarela.